# Kendall Coyne
Kendall Coyne (Oak Lawn, 25 mei 1992) is een Amerikaans ijshockeyster. Ze nam met het Amerikaanse ijshockeyteam deel aan twee edities van de Olympische Winterspelen: Sotsji 2014 en Pyeongchang 2018. Coyne won met het team olympisch goud en zilver.

## Biografie
Coyne was drie jaar toen ze begon met schaatsen, maar de kunstschaatsen werden al spoedig omgewisseld met ijshockeyskates. Ze sloot zich een aantal jaar later aan bij een jongensteam. Tijdens haar schooltijd op de Carl Sandburg High School (van 2006 tot 2010) speelde Coyne twee jaar softbal, maar haar focus lag op het ijshockey. Ze won in deze periode twee keer goud met het Amerikaanse juniorenteam. Vervolgens ging ze naar de Berkshire School, waar ze ook met het ijshockeyteam meespeelde.
Toen ze in 2011 ging studeren aan de Northeastern University, sloot ze zich tegelijkertijd aan bij de Northeastern Huskies. Coyne kreeg in haar afstudeerjaar (2016) de prestigieuze Patty Kazmaier Memorial Award uitgereikt, voor beste ijshockeyster van de Verenigde Staten. Met het Amerikaanse team won ze zes keer goud (2011, 2013, 2015-2017, 2019) en één keer zilver (2012) op het WK. Tevens nam ze twee keer deel aan de Olympische Winterspelen: in 2014 won ze olympisch zilver, in 2018 olympisch goud.
Coyne tekende in 2016 een contract bij het professionele team Minnesota Whitecaps.
In 2024 sprak Coyne de stem in van de hockey aankondiger in de Pixar-animatiefilm Inside Out 2.

## Privé
Coyne huwde in juli 2018 met Americanfootballspeler Michael Schofield. Ze heeft één zoon.
1998:  Verenigde Staten · 
2002:  Canada · 
2006:  Canada · 
2010:  Canada · 
2014:  Canada · 
2018:  Verenigde Staten · 
2022:  Canada